# Mapiri
Mapiri – miasto w Boliwii, w departamencie La Paz, w prowincji Larecaja.